# آنجلو مور

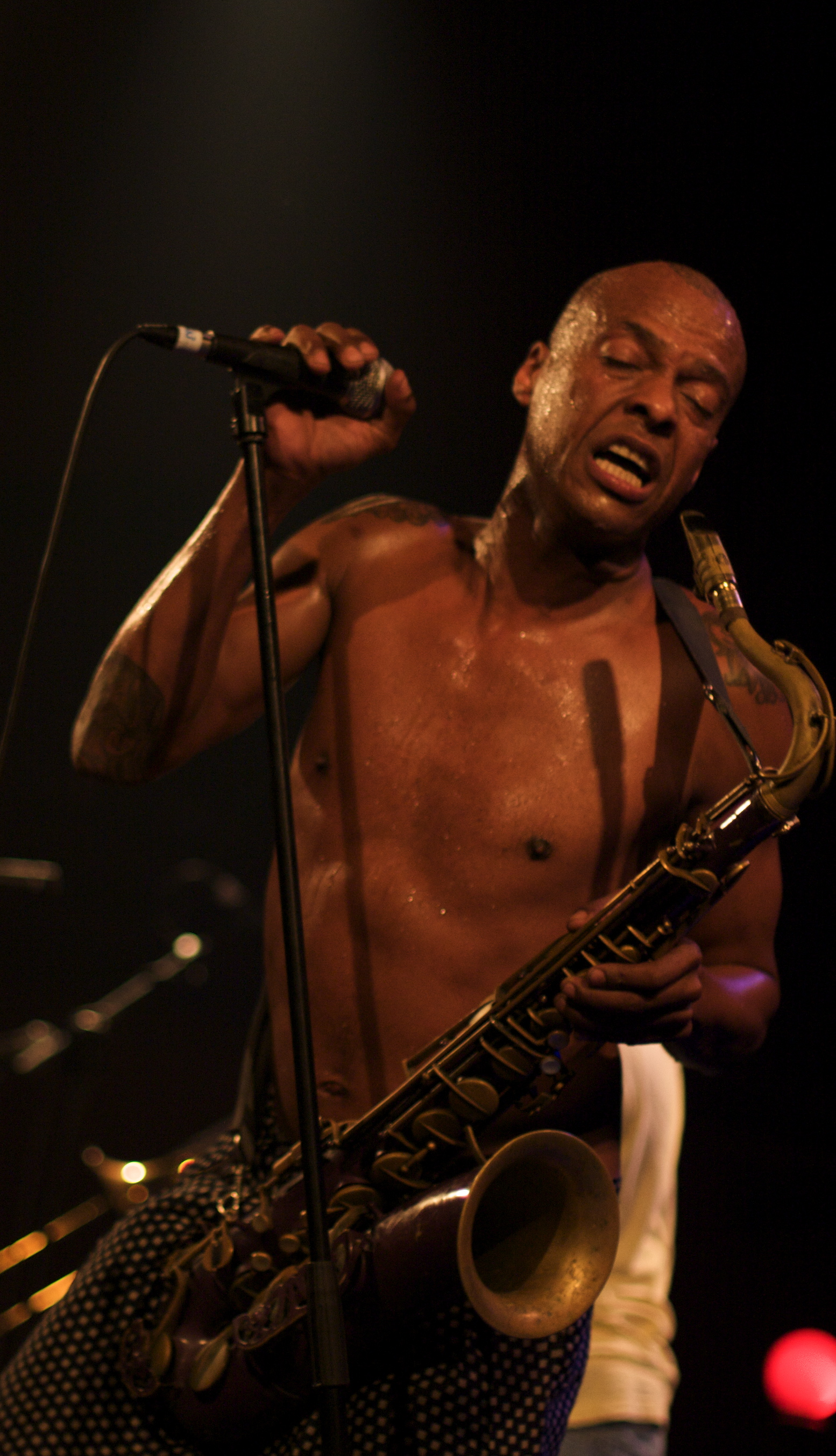
آنجلو مور؛ موسیقیدان آمریکایی

آنجلو مور (انگلیسی: Angelo Moore؛ زادهٔ ۵ نوامبر ۱۹۶۵) یک موسیقی‌دان اهل ایالات متحده آمریکا است. 